# La Jarrie
La Jarrie är en kommun i departementet Charente-Maritime i regionen Nouvelle-Aquitaine i västra Frankrike. Kommunen ligger  i kantonen La Jarrie som ligger i arrondissementet La Rochelle. År 2022 hade La Jarrie 3 447 invånare.

## Befolkningsutveckling
Antalet invånare i kommunen La Jarrie
Referens:INSEE